# De strålar underskönt från Himlafaderns hus
De strålar underskönt från Himlafaderns hus är en sång med text från 1911 av Sven Nilson och musik från 1928 av Anders Emil Ferm. Den publicerades i tryck i  Stridsropet nr 51  1911 och nr 37 1928.

## Publicerad i
- Frälsningsarméns sångbok 1929 som nr 230 under rubriken "Jubel, erfarenhet och vittnesbörd".
- Musik till Frälsningsarméns sångbok 1930 som nr 230.
- Frälsningsarméns sångbok 1968 som nr 228 under rubriken " Det Kristna Livet - Andakt och bön".
- Frälsningsarméns sångbok 1990 som nr 454 under rubriken "Ordet och bönen".